# Спильниченко, Семён Аввакумович
Семён Аввакумович Спильниченко (август 1891 — июль 1967) — генерал-лейтенант ВС СССР, начальник 1-й Саратовской Краснознамённой бронетанковой школы РККА в 1926—1933 годах.

## Биография
Родился в августе 1891 года в селе Новоселица Звенигородского уезда Киевской губернии в семье железнодорожника. Украинец. Работал поденщиком у местного помещика и котельщиком на судоремонтном заводе в Николаеве. В рядах Русской императорской армии с 1912 года, участник Первой мировой войны, за храбрость произведён в младшие офицеры. Член РСДРП с 1917 года, в ноябре того же года вступил в Красную гвардию. В 1918—1919 годах — инспектор Южного фронта от Военного отдела ВЦИК, в 1919—1920 годах — слушатель Академии Генерального штаба, по её окончании назначен начальником штаба охраны и обороны Юго-Восточной железной дороги, позже заместитель командующего войсками Приуральского военного округа. С декабря 1920 года — командир 7-й отдельной бригады войск ВЧК РСФСР и Председатель ЦК помощи голодающим при ВЧК-ГПУ. С 1922 года — командир и военком 29-й Вятской стрелковой дивизии.
В 1925 году Спильниченко был назначен командиром 34-й стрелковой дивизии Приволжского военного округа, 26 октября 1926 года назначен начальником Саратовской пехотной школы переподготовки начальствующего состава РККА. 1 октября 1927 года школа преобразована в Саратовскую школу переподготовки командного состава запаса, а он переназначен на постах начальника и комиссара школы. 27 января 1931 года Саратовская Краснознамённая школа переподготовки командиров запаса была преобразована в 1-ю Саратовскую Краснознамённую бронетанковую школу РККА, начальником которой снова стал Спильниченко, занимая пост до 1933 года. В 1934 года окончил 2-й Особый (разведывательный) факультет Военной академии имени М. В. Фрунзе, в 1935 году назначен начальником Казанских курсов усовершенствования технического состава бронетанковых войск. 26 ноября 1935 года произведён в комдивы, в 1938 году назначен начальником Управления по комначсоставу РККА.
4 марта 1938 года Спильниченко был арестован, около двух лет находился под следствием, себя виновным не признавал. Освобождён 15 декабря 1939 года, после восстановления в кадрах РККА был назначен старшим преподавателем Академии Генерального штаба (после преобразования в Высшую военную академию имени К.Е.Ворошилова назначен начальником курса академии). Генерал-майор с 4 июня 1940 года. Занимался подготовкой командного состава в академии имени Ворошилова во время Великой Отечественной войны как старший преподаватель, дослужился до звания генерал-лейтенанта (22 февраля 1944 года). Преподавал до 1947 года.
В послевоенные годы возглавлял Сочинскую организацию ветеранов революции и гражданской войны. В архиве Сочинского историко-краеведческого музея хранится рукопись авторства Семёна Аввакумовича об истории развития революции и гражданской войны в Черноморском регионе. Скончался в июле 1967 года в Москве. Там же похоронен (по другим данным - похоронен на Центральном кладбище Сочи).

## Награды
- орден Ленина (21 февраля 1945) — за долголетнюю и безупречную службу в Красной Армии[7]
- орден Красного Знамени
  - 3 ноября 1944 — за долголетнюю и безупречную службу в Красной Армии[8]
  - 6 ноября 1947[9]
- орден Красной Звезды
  - 16 августа 1938 года[9][a]
  - 22 февраля 1944 года[10] — за достигнутые успехи в деле подготовки общевойсковых офицерских кадров[3][11]
- медали, в том числе:
  - медаль «XX лет Рабоче-Крестьянской Красной Армии»[1]
  - Медаль «За победу над Германией в Великой Отечественной войне 1941—1945 гг.» (9 мая 1945)[9][b]

## Комментарии
1. ↑  Согласно формулировке в наградном листе за вторую Красную Звезду — за боевую подготовку[3]
2. ↑  Награждение состоялось 23 июня 1945 года[12]